# Сан-Джованни-Ротондо
Сан-Джова́нни-Рото́ндо (итал. San Giovanni Rotondo) — коммуна в Италии, расположена в области Апулия, подчинена административному центру Фоджа.
Население составляет 26442 человека (2008 г.), плотность населения составляет 101 чел./км². Занимает площадь 260 км². Почтовый индекс — 71013. Телефонный код — 0882.
Покровителем населённого пункта считается святой Иоанн Креститель. С марта 2013 года тело стигматика отца Пио постоянно выставлено в базилике города.

## Демография
Динамика населения:

## Администрация коммуны
Главой коммуны является мэр Филиппо Барбано, с 26 июня 2024 года. 